# Rúben Neves
Rúben Diogo da Silva Neves, född 13 mars 1997, är en portugisisk fotbollsspelare (mittfältare) som spelar för Al-Hilal.